# Integritástartomány
A matematikában a kommutatív, zérusosztómentes gyűrűket integritástartományoknak vagy integritási tartományoknak nevezzük.
Részletesebben ez azt jelenti, hogy az integritástartomány egy olyan struktúra, amelyben definiálva van két kétváltozós művelet, nevezzük ezeket mondjuk összeadásnak és szorzásnak, amelyek asszociatívak, kommutatívak, ahol az összeadásnak létezik egységeleme a struktúrában, továbbá a szorzás disztributív az összeadásra nézve és zérusosztómentes, az összeadás pedig invertálható. A szakirodalomban egyes szerzők még a szorzás számára is előírnak egy egységelemet, ezt azonban nem mindenki fogadja el. Jelen cikk az első definíciót használja.
Az integritási tartományokban lehet nem nulla elemmel egyszerűsíteni. Így például ha a nem nulla, akkor az ab = ac egyenletből következik, hogy b = c.

## Példák
- Az egész számok halmaza a szokásos összeadás és szorzás műveletekkel.
- A páros számok halmaza a szokásos összeadás és szorzás műveletekkel.

## Definíciók
- Integritási tartománynak nevezünk egy olyan nem-zérusgyűrűt, melyben a nemzérus elemek szorzata nem nulla
- Integritási tartománynak nevezünk egy zérusosztó mentes nem-zérusgyűrűt
- Integritási tartománynak nevezünk egy olyan kommutatív gyűrűt, melyben a zérusideál {0} a főideál
- Integritási tartománynak nevezünk egy olyan gyűrűt, melyben a nemzérus elemek halmaza kommutatív félcsoportot (*) alkot a szorzással
- Integritási tartománynak nevezünk egy olyan gyűrűt, mely részgyűrűje egy testnek (Ebből következik, hogy nem-zérus kommutatív gyűrű)

Megjegyzés: A matematikusok közt nincs konszenzus arról, hogy félcsoport alaphalmaza lehet-e üres. Ha ezt megengedjük, akkor (*) helyen ki kell kötni, hogy a nemzérus elemek halmaza nem üres.

## Karakterisztika és homomorfizmusok
Egy integritási tartomány karakterisztikája vagy végtelen, vagy prím.

## Hányadostest
Minden R integritástartomány (részgyűrűként) testbe ágyazható oly módon, hogy a test minden eleme {\displaystyle ab^{-1}} alakú alkalmas {\displaystyle a,b\in \mathbf {R} }-re. Az így kapott test, a hányadostest, egyértelmű.  Az eljárás annak általánosítása, ahogy a racionális számokat konstruáljuk meg az egész számokból.